# Гуачочи (муниципалитет)
Гуачочи (исп. Guachochi) — муниципалитет в Мексике, штат Чиуауа с административным центром в одноимённом городе. Численность населения, по данным переписи 2010 года, составила 49 689 человек.

## Общие сведения
Название Guachochi с языка тараумара можно перевести как место цапель.
Площадь муниципалитета равна 6972 км², что составляет 2,82 % от общей площади штата, а наивысшая точка — 2599 метров, расположена в поселении Уерачи.
Он граничит с другими муниципалитетами штата Чиуауа: на севере с Бокойной и Каричи, на востоке с Ноноавой и Бальесой, на юге с Гуадалупе-и-Кальво и Морелосом, на западе с Батопиласом и Урике.

## Учреждение и состав
Муниципалитет был образован 31 декабря 1962 года, в его состав входит 1072 населённых пункта, самые крупные из которых:
| Код INEGI                  | Населённый пункт                                                                   | Численность населения (2005 год) | Численность населения (2010 год) |
| -------------------------- | ---------------------------------------------------------------------------------- | -------------------------------- | -------------------------------- |
| 027                        | Всего                                                                              | 45881                            | 49689                            |
| 0001                       | Гуачочи (исп. Guachochi) 26°49′10″ с. ш. 107°04′12″ з. д. (административный центр) | 12385                            | 14513                            |
| 0090                       | Самачике (исп. Samachique) 27°18′05″ с. ш. 107°32′25″ з. д.                        | 1115                             | 1241                             |
| 0127                       | Норогачи (исп. Norogachi) 27°16′23″ с. ш. 107°07′55″ з. д.                         | 752                              | 900                              |
| 0070                       | Рочеачи (исп. Rocheachi) 27°03′37″ с. ш. 107°10′26″ з. д.                          | 729                              | 685                              |
| 0011                       | Бахио-де-лас-Пальмас (исп. Bajío de las Palmas) 26°48′10″ с. ш. 107°04′26″ з. д.   | 395                              | 601                              |
| 0913                       | Лагуна-де-Абореачи (исп. Laguna de Aboreachi) 27°07′43″ с. ш. 107°18′25″ з. д.     | 322                              | 506                              |
| 0047                       | Уисарочи (исп. Huizarochi) 26°48′28″ с. ш. 107°05′17″ з. д.                        | 189                              | 454                              |
| 0086                       | Тоначи (исп. Tónachi) 26°56′53″ с. ш. 107°16′46″ з. д.                             | 268                              | 343                              |
| —                          | Прочие                                                                             | 29726                            | 30446                            |
| Названия на карте Генштаба |                                                                                    |                                  |                                  |

## Экономика
По статистическим данным 2000 года, работоспособное население занято по секторам экономики в следующих пропорциях:
- сельское хозяйство и рыболовство — 38,9 %;
- торговля, сферы услуг и туризма — 32,5 %;
- производство и строительство — 24,2 %;
- безработные — 4,4 %.

## Инфраструктура
По статистическим данным 2010 года, инфраструктура развита следующим образом:
- электрификация: 49,9 %;
- водоснабжение: 44,1 %;
- водоотведение: 31,4 %.

## Достопримечательности
В муниципалитете находится несколько исторических достопримечательностей:
- памятник профессору Игнасио Леону Руису, в координационном центре индейцев тараумара;
- церковь Богородицы Пильяр[исп.], в поселении Норогачи;
- старая Иезуитская Миссия, построенная в XVIII веке, расположенная в Кусараре;
- культурный центр индейцев тараумара «Норава», расположенный в муниципальном центре;
- три музея коренных народов, расположенные в муниципальном центре, в Рочеачи и в Норогачи.

## Фотографии

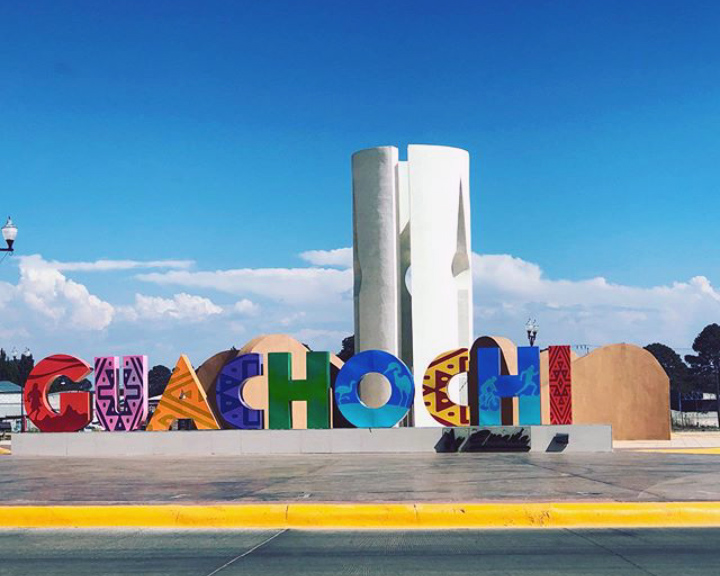
Стелла на въезде
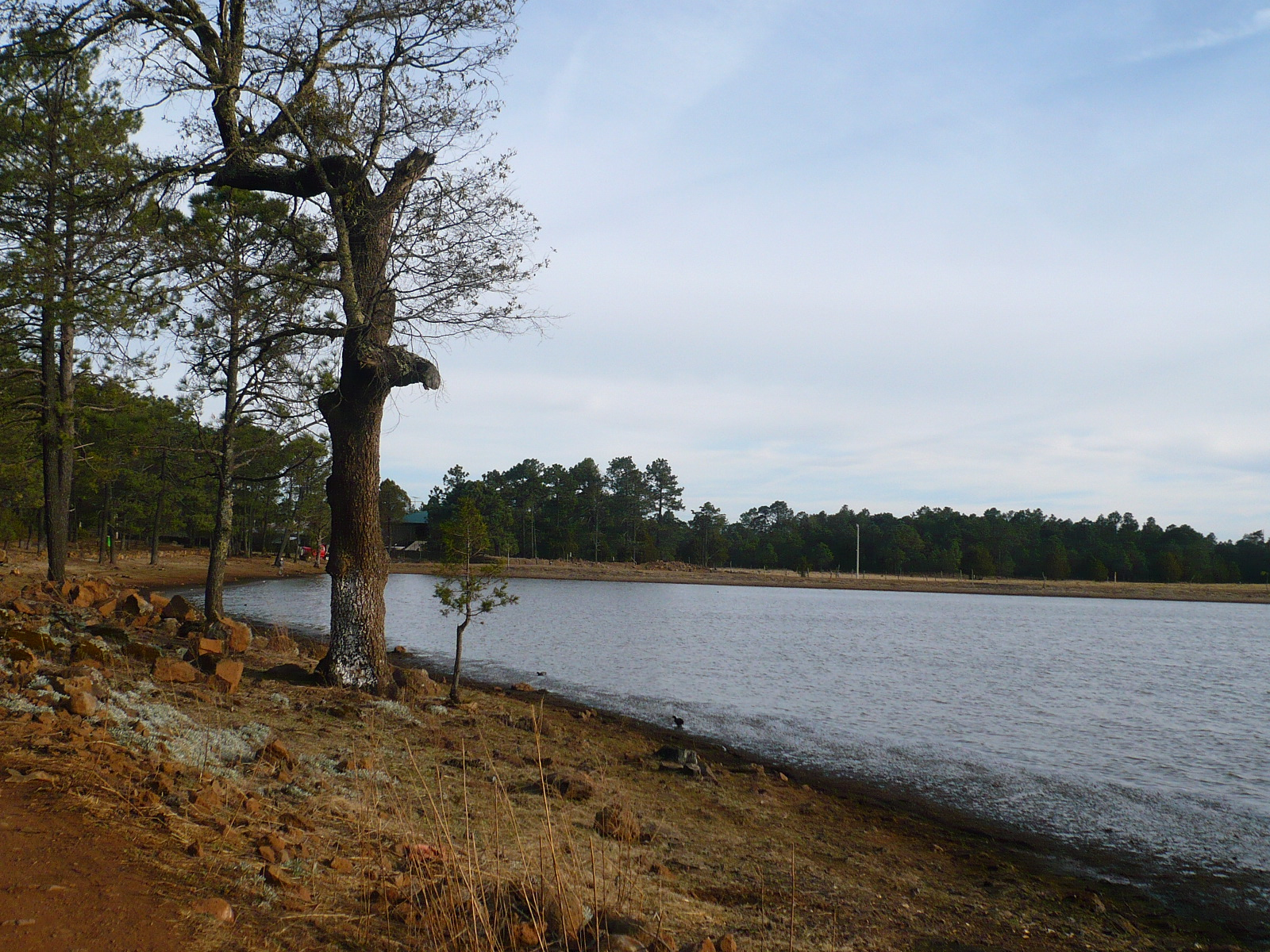
Лагуна Очокачи
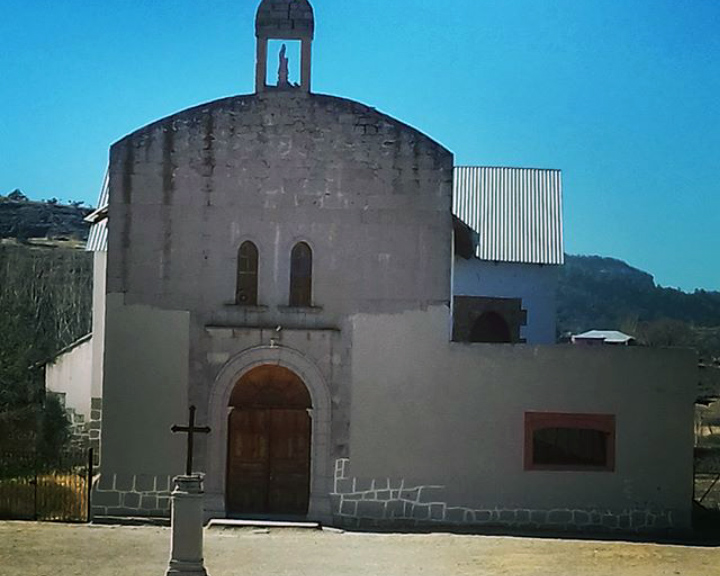
Церковь в Норогачи